# بونيفاسيو فلوريسكو
كان بونيفاتشيو فلوريسكو (الاسم الأول أيضًا بونيفاتشي وبونيفاتسي، والاسم عند الولادة بونيفاتشيوس فلوريسكو) (مايو 1848-18 ديسمبر 1899) كاتبًا متنوعًا رومانيًا، والابن غير الشرعي للكاتب الثوري نيكولاي بالتشيسكو. وُلد فلوريسكو سرًا خارج مدينة والديه الأصلية فالاشيا (الأفلاق)، في بشت (بودابست)، وأخذته والدته الأرستقراطية في فرنسا حيث نشأ كفرنكوفوني مثقف وفرانكوفيلي. تخرج فلوريسكو من مدرسة لويس الكبير الثانوية وجامعة رين، وعاد إلى وطنه في الخامسة والعشرين من عمره ليصبح محاضرًا ناجحًا، ومُجادلًا، ومؤرخًا للثقافة. تأثر فلوريسكو بسياسات والده، فكان لفترة من الوقت شخصية بارزة في اليسار المتطرف لليبرالية والقومية الرومانية، واللتان حرضتاه ضد المجتمع المحافظ جونيما، وضد ابن عمه رئيس الوزراء المحافظ إيون إيمانويل فلوريسكو. أدى الصراع إلى فقدانه منصب الأستاذ في جامعة ياش، وتهميشه عند تقدمه لشغل مناصب في جامعة بوخارست. كان نقده لمجتمع الجونيما، المبني حول الدفاع الكلاسيكي عن العروض، مصدر إلهام لتشهير ميهاي إيمينسكو، الذي اشتهر بإظهار فلوريسكو بصورة «الأنيسيان».
حقق فلوريسكو نجاحًا كبيرًا كوحدوي مُعلن ذاتيًا، وحرّض على القضايا الرومانية في بوكوفينا المتنازع عليها وترانسيلفانيا. فشل في النهاية في محاولته للارتقاء من خلال الحزب الوطني الليبرالي، إذ انتقل الحزب إلى المركز، وعاد إلى الصحافة المستقلة، وأسس العديد من الدوريات الخاصة به. كان لديه تعاون طويل ولكن متقطع مع شاعر وليبرالي منشق آخر، أليكساندرو مكدونيسي، الذي اختاره في فريق تحرير ليتراتورول خلال ثمانينات القرن التاسع عشر. كان لفلوريسكو، الذي كان نذيرًا للحركة الرمزية الرومانية ولكن ليس تابعًا لها، صداقات أكثر ثباتًا مع الرمزيين الأصغر سنًا مثل ميرسيا ديميترياد وإيليو تشيزار سيفيسكو. تمثلت مساهمته الرئيسية في الأدب الجميل خلال مرحلة ما قبل الرمزية بالشعر النثري على طريقة كاتول منديس.
كان فلوريسكو بوهيميًا ملتزمًا، وتعارض أسلوب حياته مع إنتاجه الأدبي وعمله التدريسي في سانت سافا. أُشير إلى فلوريسكو في بعض الأحيان على أنه نذير لحركة الانحلال. كان مهمًا للرمزيين المقدونيين لمعرفته بالثقافة الفرنسية، ولكنه كان في الأساس خبيرًا في أدب القرن الثامن عشر. نُظر إلى انتقاداته، على غرار فيلم فيلماين وسانت بوف وتين، على أنها محسنة في سياقها، ولكن وُجِّهت الاعتراضات فيما بعد على تحذلقها وعدم احترافيتها. كان فلوريسكو مترجمًا غزير الإنتاج ومتحمسًا للموضوعات الغريبة، وألّف بعض النسخ الرومانية الأولى من القصص التي كتبها إدغار آلان بو.

## عمل أدبي
رأى جورج كالينسكو فلوريسكو كنتاج مميز لمدرسة لويس الكبير الثانوية، إذ أن فنه التعليمي «لائق» ولكنه «معقد وخجول، وتطغى عليه أفكار الكلاسيكية». يحترم شعره الغنائي جميع المعايير التي أراد أن يفرضها على إمينسكو، ويجادل النقاد بأنه ليس فظًا ولا يخلو من المشاعر. ذكر بوترا إن مرثيته في عام 1883 للرسام إيون أندريسكو كانت «مملة للغاية في أبياتها التي لا معنى لها، والتي لا تخبرنا شيئًا عن قيمة رسامنا العظيم». رأى المقارِن مارين بوكور أن أعمال فلوريسكو الشعرية غير مرتبطة ثقافيًا بحلول عام 1875.
ارتبط فلوريسكو، كمبتكر أدبي ألهمه كاتول منديس، بالترويج لنوع من الشعر النثري «من الحياة»، أو ما يُطلق عليه اسم «الألوان المائية» أو «المتفائلون». قال أدريان مارينو إن هذه كانت من بين العينات الأكثر ملاءمة وحداثة من نثر ليتراتورول إلى جانب عينات سافيسكو وقسطنطين كانتيلي ودي. تيليور، أما البقية فكانوا «متحيزين ومجردين» و«معتمدين» على أحكام مكدونيسكي. تلقى بعض النقاد هذه العينات النثرية بسخرية، لتضمنها أجزاء عن أطفال مكفوفين ومجانين، أو عن أطفال ينامون بين ذراعي بعضهم البعض، إذ قال المقارِن ميهاي زامفير إنها كانت «تجارب دُفِعت إلى النسيان» من خلال شعر النثر الرمزي الأكثر نضجًا لشتيفان بيتيكا (حوالي عام 1900). تصورت روايته الرسائلية، «حتى ضد الجميع»، النظرة العالمية لشخصية «ريكاريدو»، وهو روحاني بيروفي ومفكر لاتيني. أثارت روايته إعجاب الشاب تيك إيونيسكو، الذي وجد ريكاريدو على أنه الإنسان المثالي، وأن إيديولوجيته العرقية رمز للخلافات الرومانية الخاصة مع الجيران المختلفين. قال فلوريسكو لقُرّاءه: «كُتِبت هذه الصفحات في وقت كان فيه الأدب فقط مصدر راحتي»، وهي كلمات تعبر مرة أخرى عن عداوته للمجتمع المحافظ جونيما. يعتقد إيونيسكو أن للرواية مهمة تتجسد في «غرس الروحانية»، وتنمية التضامن بين الرومانيين واليونانيين.
حصل فلوريسكو أيضًا على بعض الاهتمام باعتباره كاتب مقالات أدبي، ومروجًا، وناقدًا متأثرًا بأربعة علماء اعتبرهم نخبة الأدب الفرنسي، وهم: أبيل فرانسوا فيلمان، وسانت بوف، وإيبوليت تين، وإميل هينكوين. يشدد كالينيسكو على أن الدرس الافتتاحي لفلوريسكو في عام 1873 كان «خداعًا مؤسفًا تناول قضية الموضوعية التاريخية». كانت الأجزاء اللاحقة «مليئة بالكلمات، وبدون ترتيب مناسب للقيم». قال بوكور إن فلوريسكو كان «هاويًا»، و«كتابًا مدرسيًا مثقفًا»، و«صحفيًا ثقافيًا متحمسًا للجمال والثقافة يتألم حتى لا يرهق الجمهور الذي لا يستطيع تحمل هذا الجهد». قال يورغا إن شرح فلوريسكو كان «حيويًا دائمًا، ولا يخلو من التوصيفات السعيدة»، وذلك مثل تصويره لدانتون على أنه «ميرابو الرجل الفقير». أشار يورغا عمومًا إلى فلوريسكو على أنه مؤلف «غريب» أو «غير طبيعي». رأى المناهض للرمزية إيلاري تشيندي أن فلوريسكو «مثقف، ولكنه غير منظم».
لم يتأثر فلوريسكو بصورة ملحوظة بمبشر الرمزية بودلير، وذلك على الرغم من دعمه لها بشكل هامشي، وكتب بوكور: «لم يفهم شيئًا من مالارميه وفرلان». رأى تشيندي أن فلوريسكو هو المحرض على حركة الانحلال في رومانيا، والتي تدور حول عبادة بودلير. كان يعتقد أن مساهمة فلوريسكو الخاصة كانت تحيي عبادة أخرى، وهي عبادة الشعراء الرومانسيين مثل أيون هيليادي رودوليسكو، وديمتري بولينتينو، وألكساندرو ديبوراتانو، الذين صنفهم فلوريسكو «أعلى من إمينيسكو». وصف أيضًا رونيتي رومان في عام 1878، وهو شاعر غير رمزي، بأنه سيد، وأنه رد رومانيا على موسيت وهاينرش هاينه. يعزو بعض المراجعين مودة مكدونيسكي لفلوريسكو إلى «ارتباط الأخير بالثقافة الفرنسية» أو، بشكل أكثر دقة، إلى تكبر مكدونيسكي: «إن تحول الكاتب إلى بروليتاري مع علاقات في جميع أنحاء العالم، وانحداره من ميشيل الشجاع، ونيكولاي بالتشيسكو ومن بعض العائلات الأميرية الرائدة، مع أقارب في البرتغال وإنجلترا والهند، جميعها تلبي تفضيلات مكدونيسكي».

## الدراسة في فرنسا والعودة 1873
التحق بونيفاسيو بمدرسة لوي لو غراند في باريس، حيث عاش مع والدته في شارع سان جاك، ويُعتَقد أنه قد حصل على منحة دراسية من الحكومة الرومانية. نشأ وهو يتحدث اللغة الفرنسية في المنزل، ولم يتقن لغته الرومانية إلا فيما بعد، وواجه بعض الصعوبات في نطق كلماتها.
بعد أن تعرّف بونيفاسيو على أعمال بولشيسكو في سن 17، أعلن أن والده كان (عبقريًا، وكاتب النثر الوحيد في رومانيا). واتبع توجه نيكولاي الراديكالي، معلنًا الثورة الفرنسية بأنها انتصار للعدالة والحرية والمساواة وخطوة كبيرة نحو التقدم. كما تبنى قضية الوحدة الأوروبية، مدافعًا عما سماه الجمهورية الأوروبية العظيمة، كما هو الحال في أمريكا. شغوفًا بالأدب، أطلق فلوريسكو مع زميله فريديريك داميه صحيفة (المستقبل)، التي نُشرت بأعداد قليلة.
حصل فلوريسكو على شهادة الثانوية العامة في أغسطس من عام 1868. وفي أكتوبر 1872 تخرج من كلية الآداب بجامعة رين. في منتصف عام 1873، عاد مع والدته إلى بوخارست، التي عملت في دار للمسنين بإدارة راهبات. في 3 أكتوبر، تزوج فلوريسكو من روز هنرييت لو روهو دالكوبيا (مواليد 1849)، سليلة عائلة أنجلو-فرنسية-برتغالية. وبحسب إحدى الروايات، لم يكن لديهم أي أطفال، لكنهم تبنوا فيما بعد صبيًا يُدعى إيون. على العكس من ذلك، يشير المؤرخ الأدبي جورج كالينسكو إلى أن إيون لم يكن متبنيًا.
في 5 أكتوبر 1874، بعد امتحان أجراه المؤرخ بيتريتشيكو هاسديو، حصل فلوريسكو على وظيفة أستاذ في قسم الأدب العالمي في كلية الآداب في جامعة ياش. وهكذا حل محل نيكولاي يونيسكو الذي فضل الاحتفاظ بمقعده في مجلس النواب. يقترح الباحث جورج بورتا أن فلوريسكو لم يأخذ حقه أبدًا، حيث تجاهله دائمًا وزير التعليم. ومع ذلك، نُشر له درس تمهيدي في صحيفة مهمة والتي نشرت أيضًا مقالًا له عن الشاعر المتقاعد غريغور ألكساندريسكو. خلال الفترة التي قضاها في ياش، أسس فلوريسكو، بمساعدة الطبيب أناستاسي فيتو، مدرسة ثانوية واستلم إدارتها.

## الوحدوية
أيون إيمانويل، ابن عم فلوريسكو، وهو شخصية بارزة في حزب المحافظين الليبراليين، عمل لفترة وجيزة كرئيس للوزراء. وبحسب ما ورد، كان بونيفاسيو يأمل في أن يقوم أيون إيمانويل بإعادة تكليفه مدرّسًا للغة الفرنسية في بوخارست، لكن الوزير اعترض على أي خطوة من هذا القبيل. جرى في النهاية تهميش رئيس الوزراء من داخل الحزب من قبل كاتارغيو، وخسر التصويت، في ذلك الوقت، بدأ بونيفاسيو كتابة السيرة الذاتية عن والده باللغة الفرنسية. لكنها لم تُنشر، ثم وُضعت لاحقًا في متحف بولشيسكو التذكاري. بالاشتراك مع ديميترياد، أصبح فلوريسكو، مساهمًا منتظمًا في مجلة سافيسكو الأدبية الخاصة، والتي أُطلقت في عام 1893. كان فلوريسكو أيضًا كاتبًا منتظمًا في المجلات العلمية.
خلال هذه المرحلة من حياته، أصبح فلوريسكو صديقًا مقربًا لجورج بيبسكو، ابن الأمير جورج بيبسكو الناطق بالفرنسية (الذي عزل والده وأعمامه عام 1848). قام بترجمة سيرة بيبسكو عن والده، والتي تتكون من أكثر من 1200 صفحة في النسخة المطبوعة من 1893 إلى 1894. ثم جند بيبسكو خدمات فلوريسكو بهدف تبرئة الأمير جورج من الادعاءات القائلة بأنه كان ينوي التنازل عن صناعة التعدين في والاشيا لأصحاب رؤوس الأموال الروس.
أيضًا في عام 1894، كان فلوريسكو مرشحًا لمنصب شاغر في مجال تدريس تاريخ العصور الوسطى والتاريخ الحديث في جامعة بوخارست - وهو المنصب الذي شغله في النهاية نيكولاي إيورغا في عام 1895.

## السنوات الأخيرة والموت
استقال فلوريسكو في النهاية من سانت سافا، لكنه استمر في تدريس التاريخ واللغة الفرنسية في مدرسة ميهاي الثانوية، والمدرسة الثانوية العسكرية، وفي مدرسة سانت نيفون. عمل لفترة من الوقت مدير مجلة، (البلد الأدبي)، كان أيضًا مساهمًا في مسرح ريفيستا، الذي استهدف مجتمع الممثلين وهواة المسرح. رآه ليفيسكو كواحد من أعظم النقاد في هذا المجال. في عام 1896، بدأ فلوريسكو بالترجمة من تاريخ الأدب الألباني. بحلول ذلك الوقت، كان فلوريسكو قد نشر أكثر من 200 كتاب، بما في ذلك أعماله الخاصة جنبًا إلى جنب مع الترجمات، وكان له شعره الخاص (في كارتيا دراغوستي، 1896).
قبل أغسطس 1899، تعرقل عمل فلوريسكو بسبب مرضه في القلب. كان يعيش مع أسرته في منزل صغير بشارع سبيرانزي شمال مستشفى كولويا. توفي فلوريسكو في 18 ديسمبر من ذلك العام.
اكتسب عمل بونيفاسيو فلوريسكو وتاريخ عائلته مزيدًا من الشهرة بعد انقلاب أغسطس 1944 خاصةً خلال فترة الشيوعية الرومانية المبكرة، إذ تحوّل بنظر الأيديولوجيات اليسارية إلى بطل. في الخمسينيات من القرن الماضي، اقترح علم التأريخ السوفيتي أن فلوريسكو كان شيوعيًا سرًا، وأنه دعم الثوري الروسي سيرغي نيتشايف، جرت مراجعة هذا الادعاء بتشكيك من قبل العالم الروماني جورج هاوبت، كما لاحظ بوترا في الثمانينيات، كيف نُسي فلوريسكو تمامًا، على الرغم من كونه عالم متميز وموسوعة حقيقية على حد تعبيره.